# Francis-turbine
En Francis turbine er en vandturbine-type, som blev udviklet af James B. Francis. Det er en indvendig-flow reaktionsturbine, som kombinerer radiale og axiale flow koncepter. 
Francis turbiner er de mest almindelige vandturbiner, som bruges i dag. De opererer under et hydraulisk tryk fra 10 til flere hundrede meter, og bruges hovedsagelig til elektrisk kraftproduktion.

## Udvikling
Vandhjul er historisk blevet brugt til at trække alle typer af møller, men de er ineffektive. De forbedringer af effektiviteten som fandt sted i 1800-tallet tillod dem at konkurrere med dampmaskiner (hvor der var vand til rådighed).
I 1826 udviklede Benoit Fourneyron en høj-effektiv (80%) udvendig-flow vandturbine. Vandet blev ledt tangentielt gennem turbinens skovle, hvilket fik den til at dreje rundt. Jean-Victor Poncelet designede en indvendig-flow turbine omkring 1820 som brugte de samme principper. S. B. Howd fik et U.S. patent i 1838 for et tilsvarende design. 
I 1848 forbedrede James B. Francis disse designs og skabte en turbine med 90% effektivitet. Han brugte videnskabelige principper og testmetoder til at producere det mest effektive turbinedesign nogensinde. Mere vigtigt,- hans matematiske og grafiske måde at kalkulere på, forbedrede selve den måde turbinedesign og udvikling foregik på. Hans analytiske metoder tillod sikre designs af højeffektivitets-turbiner, som fuldstændig matchede et givet steds flow-forhold.

## Teoretisk virkemåde
En Francis turbine er en reaktions turbine, hvilket betyder, at den arbejdende væske skifter tryk, efterhånden som den bevæger sig gennem turbinen, tabende sin energi. En indkapsling er nødvendig for at holde på vandstrømmen. Turbinen er placeret mellem vandkilden under højt tryk og udledningen under lavt tryk,- som regel i bunden af en dæmning. 
Indtaget er spiralformet. Lede-kanaler dirigerer vandet tangentielt ind mod skovlene. Denne radiale strøm virker mod skovlene, hvilket får dem til at dreje rundt. Lede-kanalerne kan være indstillelige, for at muliggøre effektiv turbine-operation under en lang række forskellige strømnings-forhold. 
Efterhånden som vandet bevæger sig gennem skovl-akslen, formindskes dens spinne-radius, hvilket yderligere virker på akslen. Man kan forestille sig en bold på en snor, som svinges rundt i en cirkel. Hvis snoren trækkes ind, drejer bolden hurtigere. Denne egenskab, sammen med vandets tryk, hjælper indvendig-flow turbiner til at udnytte vandets energi.
- Francis Turbine og generator
- Lede-kanaler med minimum flow indstilling (gennemskåret)
- Lede-kanaler med fuld flow indstilling (gennemskåret)

Ved udledningen, virker vandet på kop-formede anordninger på skovl-akslen, således at der ikke opstår nogen strømhvirvler, og meget lidt kinetisk energi eller potentiel energi går på den måde tabt. Turbinens exit-rør er formet på en sådan måde, at vandets flow decellereres og trykket bevares.

## Anvendelse
Store Francis turbiner bliver individuelt designet for hvert enkelt sted, for at muliggøre størst mulig effektivitet, typisk mere end 90%. 
Francis type-enheder dækker et stort hydraulisk tryk-område, fra 20 meter til 700 meter og deres effekt varierer fra nogle få kilowatt til 1.000 MW. Deres størrelse varierer fra nogle få hundrede millimeter til omkring 10 meter.
Foruden til elektrikitetsproduktion kan de også anvendes til pumpet lager; hvor et reservoir fyldes af turbinen (der virker som pumpe) i tider med lav efterspørgsel på kraft, for så at reverseres og brugt til at producere kraft under stor efterspørgsel. 
Francis turbiner kan designes til en lang række forskellige hydrauliske trykforhold. Dette, sammen med deres høje effektivitet, har gjort dem til de mest brugte turbiner i verden.

## Eksterne links
- Turbine Introduction Arkiveret 5. september 2008 hos  Wayback Machine
- Alstom Arkiveret 29. september 2007 hos  Wayback Machine
- GE Francis Turbines Arkiveret 14. september 2005 hos  Wayback Machine
- Voith Siemens Arkiveret 18. juni 2006 hos  Wayback Machine